# بادما بورانا

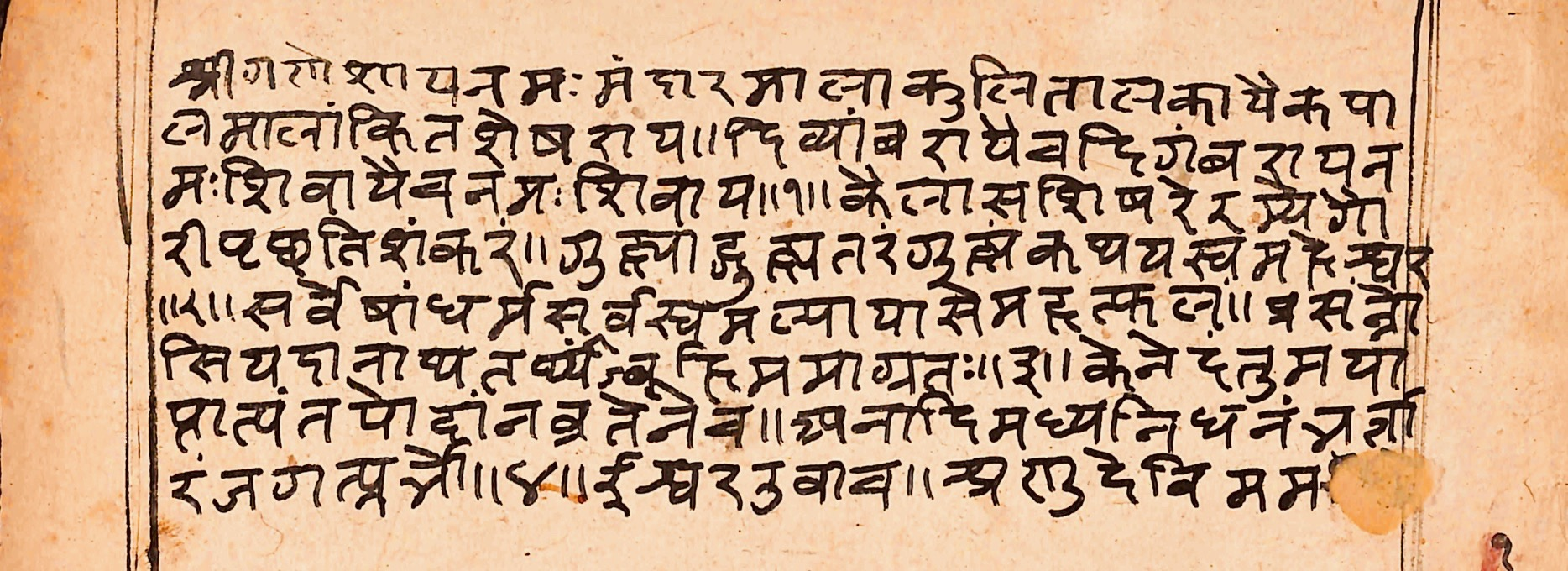
صفحة من مخطوطة بادما بورانا (بالسنسكريتية، والديفاناغارية)

بادما بورانا (بالسنسكريتية: पद्मपुराण or पाद्मपुराण)‏ هو نوع من النصوص الرئيسية في الهندوسية. إنه نص موسوعي، سمي على اسم زهرة اللوتس التي ظهر فيها الإله الخالق براهما، ويتضمن أقسامًا كبيرة مخصصة لفيشنو، بالإضافة إلى أقسام مهمة عن شيفا وشاكتي. 
ظلت مخطوطات بادما بورانا باقية إلى العصر الحديث بنسخ متعددة، اثنتان منها كبيرتان ومختلفتان بشكل كبير، إحداهما تعود إلى المناطق الشرقية والأخرى إلى المناطق الغربية من الهند. إنه أحد النصوص الضخمة، حيث يدعي أنه يحتوي على 55000 آية، مع وجود المخطوطات الفعلية الباقية التي فتظهر حوالي 50000 آية.

## روابط خارجية
- Padma Purana Part 1 Srishti Khanda Motilal Banarsidass 1988
- Padma Purana Part 2 Srishti Khanda Motilal Banarsidass 1989
- Padma Purana Motilal Vol. 3 Through Vol. 10
- THE PADMA-PURANA PART. 3
- Padma Purana Vol 04 Bhumi And Svarga Khanda Pages 1241 1563 ENG Motilal Banarsidass 1990
- The Padma Purana English translation by N. A. Deshpande, 1951 (includes glossary)
- Ethics And Sociology Of Politics In Some Of The Puranas VR Varma (1978), The Indian Journal of Political Science (discusses Padma Purana)
- Essays On The Puranas. II HH Wilson (1839), The Journal Of The Royal Asiatic Society Of Great Britain And Ireland (Discusses Pilgrimage In Padma Purana)